# Giulio Viozzi
Giulio Viozzi (* 5. Juli 1912 in Triest; † 29. November 1984 in Verona) war ein italienischer Komponist, Pianist und Musikpädagoge.

## Leben und Werk
Giulio Viozzi studierte bei Antonio Illesberg in Triest und erwarb 1931 seinen Abschluss im Fach Klavier und 1937 in Komposition. Ab 1939 unterrichtete er Harmonielehre am Konservatorium von Triest.
Er schrieb die Opern Allamistakeo (1954, inspiriert durch eine Erzählung Edgar Allan Poes) und Un intervento notturno (1957), das Ballett Prove di scena (1958), sinfonische Werke wie Il castello di Duino (1951), Ouverture carsica (1953), Ditirambo (1955), und Leggenda (1956), ein Konzert für Violine und Orchester (1957) und Ballata (1958), Stücke für Klavier und Kammerensembles sowie Vertonungen von lyrischer Texte mit Klavierbegleitung.
Als Komponist enthielt sich Giulio Viozzi avantgardistischer Attitüden. Er bediente sich dennoch einer zeitgemäßen, modern ausgearbeiteten Tonsprache und eines entsprechenden Tonsatzes. Er erlangte zunächst mit seinen kammermusikalischen Werken Bekanntheit. Seit den frühen 1950er Jahren wich der eher beschreibende Charakter Viozzis Musik (literarische Themen, Landschaftsbeschreibungen) Werken wie Contrasti (1964) und Discorso del vento (1968), die – in der Praxis des Kontrapunktes verankert – in, aus und für sich selbst stehen.